# Sümegprága
Sümegprága is een plaats (község) en gemeente in het Hongaarse comitaat Veszprém. Sümegprága telt 692 inwoners (2001).